# باشگاه فوتبال بورم‌وود
باشگاه فوتبال بورم‌وود (به انگلیسی: Boreham Wood Football Club) یک باشگاه فوتبال در شهر بورم‌وود، کشور انگلستان است که در سال ۱۹۴۸ میلادی تأسیس شده‌است.